# 棕色岩雅羅魚
棕色岩雅羅魚（学名：Petroleuciscus borysthenicus）為輻鰭魚綱鯉形目雅羅魚科的一個種，分布於歐洲保加利亞、喬治亞、希臘、摩爾多瓦、羅馬尼亞、俄羅斯、土耳其和烏克蘭的多瑙河、黑海沿岸、第聶伯河、聶伯河流域，側線有33-40個鱗片，背鰭硬棘3-4枚、背鰭軟條8-10枚、臀鰭硬棘3-4枚、臀鰭軟條9-12枚，體長可達40公分，體重可達10公斤，壽命可達8年，棲息在水流緩慢、混濁的河川下游、湖泊、三角洲及洄水區，可以忍受微鹹水和低氧濃度，主要以昆蟲及其幼蟲為食，但也吃浮游生物、底棲無脊椎動物和藻類。